# کریستوفر اولسون
کریستوفر اولسون (انگلیسی: Kristoffer Olsson؛ زادهٔ ۳۰ ژوئن ۱۹۹۵) بازیکن فوتبال اهل سوئد است.
از باشگاه‌هایی که در آن بازی کرده‌است می‌توان به باشگاه فوتبال آرسنال، باشگاه فوتبال میدیولن، و باشگاه فوتبال میدیولن، اشاره کرد.
وی همچنین در تیم‌های ملی فوتبال زیر ۱۷، ۱۹ و ۲۱ سال سوئد بازی کرده‌است.